# Малі Прицьки
Малі́ Прицьки — село в Україні, у Обухівському районі Київської області. Населення становить 37 осіб.
Село розташоване по обидва береги річки Шевелушки, на початку XX ст. населення становило близько однієї тисячі осіб. Спочатку Голодомор і Друга Світова війна, а потім й позбавлення власної сільської ради значно скоротили кількість мешканців.
Храм Пресвятої Богородиці — Церква побудована в 1906-07 рр. стараннями місцевого поміщика Марченка. На той час у селі Малі Пріцьки проживало близько 890 людей. Церква побудована за проектом єпархіального архітектора Євгена Єрмакова. Подібні церкви були побудовані у Коритищі (1909 р.) та в Олександрівці (1914 р.). Будувалась з готового розпиляного бруса, який привозили із Ржищева. Була збудована за 3 місяці.
Церква довгі десятиліття знаходилася у напівзруйнованому стані. Навесні 2014 року священник із с. Зеленьки, оформивши усі дозволи, пронумерував усі бруси, розібрав руїни і перевіз їх у Зеленьки. Зараз триває відбудова храму згідно із архівними кресленнями на нових підмурках. Так буде врятовано пам'ятку, яка, здавалося, була приречена на загибель.

## Мережні посилання
- Prucki // Słownik geograficzny Królestwa Polskiego. — Warszawa : Druk «Wieku», 1888. — Т. IX. — S. 71. (пол.)
- http://bc-eparchy.org.ua/index.php?option=com_content&view=article&id=70&Itemid=100124 [Архівовано 15 січня 2011 у Wayback Machine.]

| Україна | Це незавершена стаття з географії України. Ви можете допомогти проєкту, виправивши або дописавши її. |